# Dark Frontier
„Frontiera întunecată” (titlu original: „Dark Frontier”) este un episod în două părți (15 & 16) din al cincilea sezon al serialului TV american științifico-fantastic Star Trek: Voyager și al 109-lea și al 110-lea episod în total. A avut premiera la 10 februarie 1999 (partea I) și 17 februarie 1999 (partea a II-a) pe canalul UPN. Scenariul a fost scris de Brannon Braga, Joe Menosky, regizori au fost Cliff Bole și respectiv Terry Windell.
A fost difuzat timp de două ore când a fost difuzat pentru prima oară pe rețeaua TV, dar a fost împărțit în două când a fost retransmis mai târziu. Acesta este unul dintre cele trei episoade ale seriei cu o durată de două ore, cu excepția primului și ultimului episod. „Dark Frontier” a primit premiul Emmy pentru cele mai bune efecte vizuale dintr-un serial în 1999.

## Prezentare
Kathryn Janeway plănuiește să fure o bobină transwarp de la o navă Borg avariată, pentru a-și scurta călătoria spre casă.
Janeway conduce o misiune cu naveta Delta Flyer pentru a o salva pe Seven of Nine.

## Actori ocazionali
- Susanna Thompson - Regina Borg
- Kirk Baily - Magnus Hansen
- Laura Stepp - Erin Hansen
- Katelin Peterson - Annika Hansen
- Scarlett Pomers - Naomi Wildman
- Eric Cadora - Alien